# Фтордисилан
Фтордисилан — неорганическое соединение,
фторпроизводное дисилана с формулой Si2H5F,
бесцветный газ,
самовоспламеняется на воздухе.

## Получение
- Реакция дисилиламида и трифторида бора:

{\displaystyle {\mathsf {(Si_{2}H_{5})_{3}N+BF_{3}\ {\xrightarrow {-78^{o}C}}\ Si_{2}H_{5}F+(Si_{2}H_{5})_{2}NBF_{2}}}}

## Физические свойства
Фтордисилан образует бесцветный газ,
самовоспламеняется на воздухе.